# Де-дур
Де-дур је дурска лествица, чија је тоника тон де, а као предзнаке има две повисилице (fis i cis)

## Познатија класична дела у Де-дуру
- Брандебуршки концерт бр. 5, Бах
- Канон у Де-Дуру, Пахелбел
- Концерт за виолину, оп. 35, Чајковски
- Концерт за обоу и и мали оркестар у Де-дуру, Рихард Штраус
- Симфоније бр. 93, 96, 101 и 104, Хајдн